# Eugen Csákány
Jenő „Eugen“ Csákány (* 12. März 1923 in Cluj, Rumänien; † 9. November 2006) war ein ungarisch-deutscher Fußballspieler.

## Sportlicher Werdegang
Csákány begann seine Karriere bei Victoria Cluj, ab 1937 spielte er bei Universitatea Cluj. 1940 schloss er sich Kolozsvári AC an.
Csákány kam nach dem Zweiten Weltkrieg nach Deutschland, wo er zunächst für den SV Wiesbaden spielte. Kurz nach einem Freundschaftsspiel an den Weihnachtstagen 1945 wechselte er zu Eintracht Frankfurt in die Oberliga Süd, später kehrte er zeitweise wieder zum SV Wiesbaden zurück. Zum Ende der Oberliga-Spielzeit 1945/46 kehrte er jedoch erneut zur Eintracht zurück, beim 9:0-Erfolg über den Karlsruher FV am 30. Spieltag erzielte er seine ersten beiden Tore in der Spielklasse. In der folgenden Spielzeit kam er in 23 Saisonspielen zum Einsatz, dabei erzielte er vier Tore.
Im Sommer 1947 wechselte Csákány zum 1. FSV Mainz 05 in die Oberliga Südwest. Hier erzielte sieben Treffer im Verlauf der Oberliga-Spielzeit 1947/48, in der er in 25 Spielen auf dem Platz stand. Nach nur einer Spielzeit kehrte er abermals zum SV Wiesbaden zurück, für den er bis 1960 auflief.
Nach seinem Karriereende trainierte Csákány unter anderem Germania Wiesbaden in der 1. Amateurliga Hessen.